# Brygada Szturmowa „Azow”
Brygada „Azow” (ukr. Бригада «Азов», dawniej Pułk „Azow”, ukr. Полк «Азов») – jeden ze Specjalnych Pododdziałów Ochrony Porządku Publicznego na Ukrainie. Utworzony w maju 2014 roku w związku z nasilaniem się na Ukrainie separatyzmu prorosyjskiego, paramilitarny samodzielny batalion ochotniczy. We wrześniu 2014 przekształcony w pułk, z zachowaniem symboliki i dowódcy, a w czerwcu 2015 – w brygadę. Pułk stał się początkiem tzw. ruchu azowskiego. W skład ruchu, oprócz samej jednostki, wchodzą organizacje cywilne i polityczne, które wspierają jej działalność i kształtują doktrynę. W styczniu 2023 r. jednostka otrzymała status brygady szturmowej, funkcjonującej w ramach nowo utworzonej „Gwardii ofensywy” (ukr. Гвардія наступу), a w jej szeregi ponownie zaczęto przyjmować ochotników.
Batalion miał siedzibę w Mariupolu w obwodzie donieckim (tymczasowo stacjonował w Berdiańsku w obwodzie zaporoskim). Brał udział w wojnie w Donbasie na południu obwodu donieckiego, przeważnie w granicach Przyazowia. Na początku 2022 roku liczył 900 członków. Podczas regularnej wojny rosyjsko-ukraińskiej brał udział w ciężkich walkach o Mariupol.
Pierwszym dowódcą jednostki był Andrij Biłecki, aktualnym Denys Prokopenko.
Brygada „Azow” jest kontrowersyjną organizacją o charakterze skrajno-prawicowym, jest określana jako neonazistowska. Odnotowano przypadki łamania praw człowieka i zbrodni wojennych przez jej żołnierzy.

## Utworzenie
Batalion „Azow” został sformowany w maju 2014 roku w Berdiańsku na podstawie decyzji MSW Ukrainy. Jego pierwszymi członkami byli kibice klubu piłkarskiego Metalist Charków, a więc w dużej mierze osoby rosyjskojęzyczne, które były jednak lojalne wobec państwa ukraińskiego. Według słów byłego zastępcy dowódcy batalionu Jarosława Honczara, w skład batalionu szybko weszli ukraińscy patrioci, którzy mają doświadczenie w służbie wojskowej, a także uczestnicy Samoobrony Majdanu i Automajdanu. Inny oficer batalionu, Ihor Mosijczuk, podał, że na początku czerwca w specbatalionie było też 20 cudzoziemców: z Rosji, kilku z krajów skandynawskich i Włoch. Później liczba ta wzrosła. Niektórzy z tych ochotników zagranicznych mieli poglądy neonazistowskie. Kontrowersje budziło też dołączanie do oddziału osób skazanych wyrokami. Według Ołeha Laszki, udział takich osób mógł sięgać w 2014 roku do połowy składu jednostki, ale przez to byli oni bardziej bitni i skuteczni w walce.
23 czerwca 2014 na placu Sofijskim w Kijowie na wierność Ukrainie przysięgała trzecia kompania specbatalionu „Azow”.
17 sierpnia na placu obok Muzeum Narodowego Historii Ukrainy w Kijowie rekruci batalionu „Azow” z obwodu donieckiego, lwowskiego, kijowskiego i innych obwodów złożyli przysięgę na wierność narodowi Ukrainy.
W pierwszych fazach konfliktu bataliony ochotnicze typu „Azow” były bardziej skuteczne niż regularna armia ukraińska. Bojownicy batalionu odegrali dużą rolę w odbiciu Mariupola, który stał się odtąd ich główną siedzibą.
We wrześniu 2014 batalion został przekształcony w pułk z zachowaniem symboliki i dowódcy.
18 czerwca 2015 r., w rocznicę wyzwolenia Mariupola od prorosyjskich separatystów, dowódca pułku Andrij Biłecki ogłosił reorganizację Pułku Azowskiego w odrębną brygadę specjalnego przeznaczenia.

## Symbolika i ideologia ruchu azowskiego

Dawny emblemat (do 2015) przedstawiający wilczy hak i czarne słońce

Organizacja (a przy okazji cały ruch azowski) jest opisywana przez media i krytyków jako skrajnie prawicowa lub neonazistowska. Rzecznik organizacji Andrij Diaczenko twierdzi, że tylko poszczególni członkowie pułku mają takie poglądy i jest ich mniejszość. Sama organizacja (oficjalnie) ma nie identyfikować się z neonazizmem jako taka, dystansować się od niemieckiego narodowego socjalizmu, a jedynie reprezentować ideały ukraińskiego nacjonalizmu (choć pierwsi członkowie pułku byli w dużej mierze rosyjskojęzyczni), nowej prawicy i konserwatyzmu. Oskarżenia o neonazizm pułku odrzucają również ukraińskie władze. Były minister spraw wewnętrznych Arsen Awakow przekonywał, że wizytował pułk i dostrzegł wśród jego członków radykalizm, ale nie przywiązanie do narodowego socjalizmu.
Krytycy zwracają ponadto uwagę, że element emblematu pułku stanowi kojarzony z neonazizmem symbol Wolfsangel (dawniej również Czarne Słońce). Sama brygada twierdzi, że emblemat to symbol tzw. Idei Nacji, który jest używany przez ukraińską radykalną prawicę od początku lat 90. XX wieku. Członkowie ruchu przekonują, że symbol stanowi połączenia liter „I” oraz „N”. Ma on oznaczać stawianie celów narodowych nad prywatne. Deutsche Welle podaje, że Wolfsangel nie jest uznawany na Ukrainie za symbol faszystowski, ale ma odmienne znaczenie.
Według niektórych źródeł prasowych, na przykład The Guardian, założyciel i były dowódca batalionu, Andrij Biłecki, mówił w 2010 r., iż misją Ukraińców jest przeprowadzenie „ostatecznej krucjaty” białej rasy przeciwko „semickim podludziom”. Według artykułu Kharkiv Human Rights Protection Group z roku 2015, Biłecki stwierdził, że nigdy czegoś takiego nie powiedział. Ponadto przy innej okazji zaprzeczał, by był nazistą, antysemitą lub rasistą i określił swoje poglądy jako konserwatywne. Jak przekonuje, jego wymarzonym modelem rozwoju jest obranie przez Ukrainę drogi Izraela lub Japonii. Ołeksandr Alfiorow, jeden z liderów partii azowskiej, sugeruje, że Biłecki uległ ewolucji od czasu początków swojej działalności i złagodniał.
Nacjonalizm w wydaniu „Azowa” jest wolny od nawiązań do banderyzmu i OUN. Jego zwolennicy nie używają czerwono-czarnych flag nacjonalistycznych, ale tylko niebiesko-żółtych, czyli państwowych. Azowcy legitymizują nacjonalizm tradycjami Rusi Kijowskiej, co jest nowością w przypadku ukraińskiego ruchu narodowego, a nawet odwołują się niekiedy do tradycji czasów radzieckich (tzw. wielka wojna ojczyźniana).
Oficjalnie do grona myślicieli i filozofów, którzy wpłynęli na rozwój doktryny pułku, zalicza się: Ernsta Jüngera, Armina Mohlera, Juliusa Evolę, Pierre’a Drieu La Rochelle’a i Oswalda Mosleya. W polityce zagranicznej azowcy chcą utworzenia bloku wojskowo-politycznego w regionie, czyli unii państw Międzymorza, składającej się z Polski, Ukrainy, Litwy, Łotwy i Estonii. Jednocześnie wykazuje eurosceptycyzm (na zasadach Europy ojczyzn), twierdząc, że Unia Europejska jest zbyt lewicowa, choć znaczna część jego członków i tak chce przystąpienia do tej organizacji międzynarodowej. Jest też zwolennikiem włączenia Ukrainy w struktury NATO.
Nie wszyscy członkowie pułku podzielają jego ideologię. Wśród nich są też członkowie o nienacjonalistycznych i nieprawicowych poglądach. W „Azowie” walczyli nawet religijni Żydzi, których trudno podejrzewać o sympatię do nacjonalizmu ukraińskiego (a także inne mniejszości narodowe, w tym Tatarzy). Chodzi o członków żydowskiego oddziału z Euromajdanu, z rabinem Natanem Chazinem na czele. Osoby o żydowskich korzeniach walczyły też w innych oddziałach prawicowych na wschodzie Ukrainy. Zresztą ukraiński oligarcha o żydowskich korzeniach (i działacz tej mniejszości), Ihor Kołomojski, był jednym z inicjatorów i fundatorów powstania batalionu.
W 2022 roku „Washington Post” opublikował raport, w którym zwrócił uwagę na to, że od 2014 roku profil „Azowa” zupełnie się „rozmiękczył” na skutek dołączania do niego nieideologicznych ochotników, co sprawiło, że skrajni prawicowcy stali się w nim mniejszością.
Dmytro „Orest” Kozacki z obwodu żytomierskiego – rzecznik prasowy pułku „Azow”, który dokumentował wojnę, nazywany był „Okiem Azowstalu”.
10 czerwca 2024 roku po 10 latach amerykańskiego embarga na eksport broni "Azowowi", uznanemu przez Kongres USA za organizację terrorystyczną i neonazistowską, sankcje zostały warunkowo zniesione.

## Szlak bojowy
Po stworzeniu batalion „Azow” przeprowadzał treningi w obwodzie zaporoskim niedaleko od Berdiańska, a także patrolował terytorium wokół Mariupola. Według słów byłego dowódcy batalionu Jarosława Honczara, swoją działalność pododdział rozpoczął jeszcze w kwietniu, kiedy przyłączał się do różnego rodzaju zwiadów. Bezpośredni udział w działaniach bojowych batalion rozpoczął na początku maja 2014 roku podczas niewielkich bojów z grupami dywersyjnymi w okolicach Mariupola. Zdaniem dowódcy batalionu „Donbas” Semena Semenczenki, batalion „Azow” na 22 maja 2014 roku był najbardziej zdatnym do walki pododdziałem MSW Ukrainy. Bojowe epizody obejmują:

### Rok 2014

#### Mariupol
- 7 maja separatyści z broni automatycznej ostrzelali autobus batalionu w pobliżu Mangusza. Kierowca został ranny, jednego z napastników zabito, dwóch wzięto do niewoli, wśród nich „ministra obrony” Donieckiej Republiki Ludowej Ihora Hakimzianowa.
- 9 maja bojownicy batalionu „Azow” przybyli na wezwanie kierownika milicji Mariupola w celu wyzwolenia od separatystów budynku komendy miejskiej milicji w Mariupolu.
- 26 maja batalion „Azow” razem z batalionem „Ukraina” podczas przeprowadzenia zwiadów zlikwidowały 5 separatystów, w tym strzelca wyborowego i zatrzymały 3 bojowników.
- 12 czerwca bojownicy batalionu zatrzymali jednego z przywódców bojowników „Donieckiej Republiki Ludowej” Oleksandra Fomenko.
- 13 czerwca bojownicy batalionu przy wsparciu części Gwardii Narodowej, batalionu „Dnipro-1” i Sił Zbrojnych Ukrainy uwolnili Mariupol od separatystów „Donieckiej Republiki Ludowej”. Podczas akcji ze strony ukraińskiej zostało rannych 4 bojowników (wśród nich 1 ciężko ranny). Straty bojowników: 3 zabitych, 17 rannych i 38 osób zatrzymanych.

#### Torez, Szachtarsk, Śnieżne
- 23 maja batalion „Azow” zdobył komitet wykonawczy Rady miejskiej w Torezie w obwodzie donieckim. Wskutek strzelaniny dwóch przedstawicieli DRL zginęło, wśród bojowników batalionu poległych i poszkodowanych nie było.

#### Urzuf
- 26 maja batalion „Azow” razem z bojownikami batalionu „Ukraina” wzięli szturmem bazę przeładunkową separatystów i bojowników rosyjskich, którzy bazowali na daczy Oleksandra Janukowicza w Urzufu. Podczas szturmu część przeciwników została zlikwidowana, część zatrzymana. Podczas przeglądu pomieszczeń znaleziono również duży arsenał broni strzeleckiej i gotówki.

#### Późniejsza droga bojowa w strefie ATO
- 30 czerwca bojownicy batalionu „Azow” zatrzymali w Berdiańsku setnika prorosyjskich kozaków Ihora Huśkowa.
- Od początku lipca bojownicy pododdziału przeprowadzali operację zamknięcia szlaków dostarczania broni separatystom w Donbasie. W szczególności, zdaniem dowódcy batalionu Andrija Biłeckiego, na 6 lipca nadbrzeże morza Azowskiego w obwodzie donieckim było pod całkowitą kontrolą sił batalionu, zrealizowano ustalenie blok-postów i zatrzymano niektórych separatystów.
- 12 lipca bojownicy batalionu zatrzymali jednego z liderów separatystów z miasta Drużkówka, Wasyla Czernenkę. Jemu inkryminuje się napady na ukraińskich wojskowych.
- 15 lipca bojownicy batalionu zatrzymali jednego z przywódców DRL Oleksija Pabuszkowa – „Greka”, który jest poplecznikiem prowodyra skrzydła bojowego DRL Mariupola Andrzeja Borysowa o przezwisku „Czeczen”.
- 25 lipca bojownicy batalionu zatrzymali bojownika z DRL o pseudonimie „Prapor”, który obejmował stanowisko strażnika broni w miejscowym ośrodku separatystów. Zatrzymany został przekazany SBU w celu przeprowadzenia działań śledczych.
- 10 sierpnia Siły Zbrojne Ukrainy przy współudziale bojowników „Donbas”, „Azow”, „Szachtarsk”, „Prawego Sektora” rozpoczęły operację wyzwolenia Iłowajśka i likwidacji umocnionego rejonu separatystów. W bitwie tej, przy próbie uratowania rannego (Andrij Drjomin, ps. „Świetlak”, który też zginął), od kuli snajpera zginął mąż znanej dziennikarki ukraińskiej i społecznika Tetiany Czornowoł – Mykoła Berezowyj. Został pośmiertnie odznaczony „Za męstwo” III stopnia decyzją Prezydenta Ukrainy.
- 18 sierpnia 2. pluton batalionu „Azow” razem z częścią batalionu „Donbas” i kompanią oddzielną batalionu „Dnipro” toczyły ciężkie walki na przedmieściach Iłowajska. Wieczorem części batalionu „Azow” i batalionu „Dnipro” umocowały się w okolicach miasta.
- 5 września razem z pododdziałem Sił Zbrojnych Ukrainy prowadzili kolejne natarcie ze strony Mariupola do Nowoazowska.

### Rok 2022

#### Działania podczasrosyjskiej inwazji 2022 roku
- 7 marca sztab Operacji Połączonych Sił Zbrojnych Ukrainy poinformował, że żołnierze pułku Azow wraz z żołnierzami piechoty morskiej Ukrainy wyeliminowali z walki pod Mariupolem kompanię rosyjskich czołgów i 6 wozów opancerzonych[38][39]. Logo Azowa używane przez jednostki utworzone już w trakcie inwazji na Ukrainę. W tym przypadku jest to Azow-Charków

Logo Azowa używane przez jednostki utworzone już w trakcie inwazji na Ukrainę. W tym przypadku jest to Azow-Charków

- 16 maja Denys Prokopenko, dowodzący pułkiem „Azow” w Azowstalu, oświadczył, że otrzymał od „wyższego dowództwa wojskowego” rozkaz poddania się wraz z pozostałymi żołnierzami[8][9]. Według rosyjskich doniesień około południa wszyscy walczący w oblężonych zakładach Azowstal poddali się. Według Ministerstwa Obrony strefa przemysłowa jest całkowicie pod kontrolą wojsk rosyjskich. W sumie od 16 maja do niewoli trafiło 2439 żołnierzy okrążonych w Azowstalu[40]. W czasie gdy pułk walczył w okrążeniu, w pozostałych częściach Ukrainy weterani jednostki z okresu wojny w Donbasie utworzyli „nowe” jednostki Azowa. W ten sposób powstały Azow-Dniepr, Azow-Charków i Azow-Kijów[41]. Formacje te zarzuciły wzbudzający kontrowersje symbol Idei Narodu na rzecz trójzębu wzorowanego na godle Ukrainy ułożonego z trzech mieczy[42][43].
- 2 sierpnia Sąd Najwyższy Federacji Rosyjskiej uznał formację za organizację terrorystyczną, formalnie zakazując jej działania na rosyjskim terytorium. Decyzja ta otwiera możliwość do legalnego – z punktu widzenia Rosji – postawienia żołnierzom pułku zarzutów o terroryzm i nietraktowania ich jako chronionych konwencjami genewskimi jeńców wojennych[44][45].
- W sierpniu 2022 roku, po zamachu na Darię Duginę w Moskwie Federalna Służba Bezpieczeństwa FR twierdziła, że sprawczynią zamachu ma być Ukrainka Natalia Wowk, która rzekomo miała być członkinią „Azowa”[46]. Sam pułk za pośrednictwem swoich mediów społecznościowych zdecydowanie zaprzeczył takim doniesieniom, a część ekspertów uważa, że tego typu zarzuty to zagrywka rosyjskiego wywiadu, który chce uzasadnić przyznanie pułkowi statusu organizacji terrorystycznej po tym, jak wielu jego członków zostało jeńcami po zdobyciu przez Rosjan Mariupola[47].
- 108 bojowników Azowa zostało zwolnionych podczas wymiany więźniów na dużą skalę między Ukrainą a Rosją 21 września 2022 r.[48]

## Zagraniczni ochotnicy
Organizacja ma w swoich szeregach ochotników z zagranicy. Wśród nich są lub byli żołnierze ze Stanów Zjednoczonych, Wielkiej Brytanii, Niemiec, Francji, Skandynawii, Hiszpanii, Brazylii, Grecji, Białorusi, Chorwacji, Czech, Słowacji, Gruzji i Rosji (w tym skrajni prawicowcy, choć są też osoby o innych poglądach politycznych). Ich udział w działaniach batalionu jest przesadnie eksponowany przez propagandę rosyjską. Zagraniczni wolontariusze stanowią znikomą część oddziałów nacjonalistycznych w Ukrainie (w granicach jednego procenta ogółu ich składu). Podczas wojny w 2022 roku pod dowództwo ruchu weszła jednostka białoruskiej opozycji przeciwko Aleksandrowi Łukaszence. Według źródeł z FBI treningi pod okiem pułku przeprowadzić mieli niektórzy uczestnicy wiecu „Unite the Right” odbywającego się w Charlottesville w stanie Wirginia, który zakończył się tragicznym starciem z kontrmanifestantami. W ich rezultacie śmierć poniosła jedna osoba.

## Krytyka
Oprócz oskarżeń o wspieranie skrajnie prawicowych ideologii pułk jest też krytykowany z innych powodów. Brytyjski dziennik „The Telegraph” zwrócił uwagę na niejasne finansowanie jednostki, co jego zdaniem powinno „przyprawić Europę o dreszcze” zwracając też uwagę, że zagraniczni członkowie Azowa są w większości neonazistami pochodzącymi z różnych państw Starego Kontynentu. Artykuł został jednak opublikowany w 2014 roku, czyli przed tym, jak jednostka zaczęła odchodzić od tego typu ideologii.
W krajach zachodnich szczególne zaniepokojenie wzbudzały powiązania politycznego skrzydła „Azowa” ze skrajnie prawicowymi ugrupowaniami z Europy, Ameryki i Nowej Zelandii. Jednym z nich był ruch Rise Above Movement, którego przywódca, Robert Rundo, potwierdził, że inspiracją dla utworzenia organizacji był ten pułk. W trakcie procesu Rundo’a (który był oskarżany o inicjowanie przemocy w trakcie rajdu w Charlottesville) podczas omawiania jego kontaktów z Azowem w raporcie oskarżycielskim zwrócono uwagę na to, że pułk znany jest ze swojej neonazistowskiej symboliki i ideologii, a także zwrócono uwagę na możliwe trenowanie i radykalizowanie członków amerykańskich ugrupowań rasistowskich.
Dwóch członków Izby Reprezentantów Stanów Zjednoczonych przedstawiła projekt zakazujący finansowania organizacji takich jak „Azow” z budżetu USA ze względu na rozpowszechnianie skrajnie prawicowych ideologii oraz szkolenie zagranicznych neonazistów, którzy mogą w przyszłości stanowić zagrożenie w swoich państwach. W 2017 uchwała przeszła i od tego czasu środki przeznaczone na pomoc militarną dla Ukrainy nie mogły stanowić źródła finansowania pułku „Azow”. Złożony przez 40 kongresmenów w 2019 roku wniosek o uznanie pułku za organizację terrorystyczną nie został przyjęty.
Przywódczyni politycznego skrzydła jednostki Ołena Semenyaka powiedziała, że celem Azowa jest „stworzenie sojuszu skrajnie prawicowych ugrupowań na całym Zachodzie z ostatecznym celem przejęcia władzy w Europie”.
Jedna z siedzib ugrupowania azowskiego mieszcząca się w Kijowie (tzw. Dom Kozaków) posiada sklep z akcesoriami zawierającymi nazistowskie symbole oraz bibliotekę z dziełami filozofów wyznających poglądy faszystowskie.

## Oskarżenia o łamanie praw człowieka

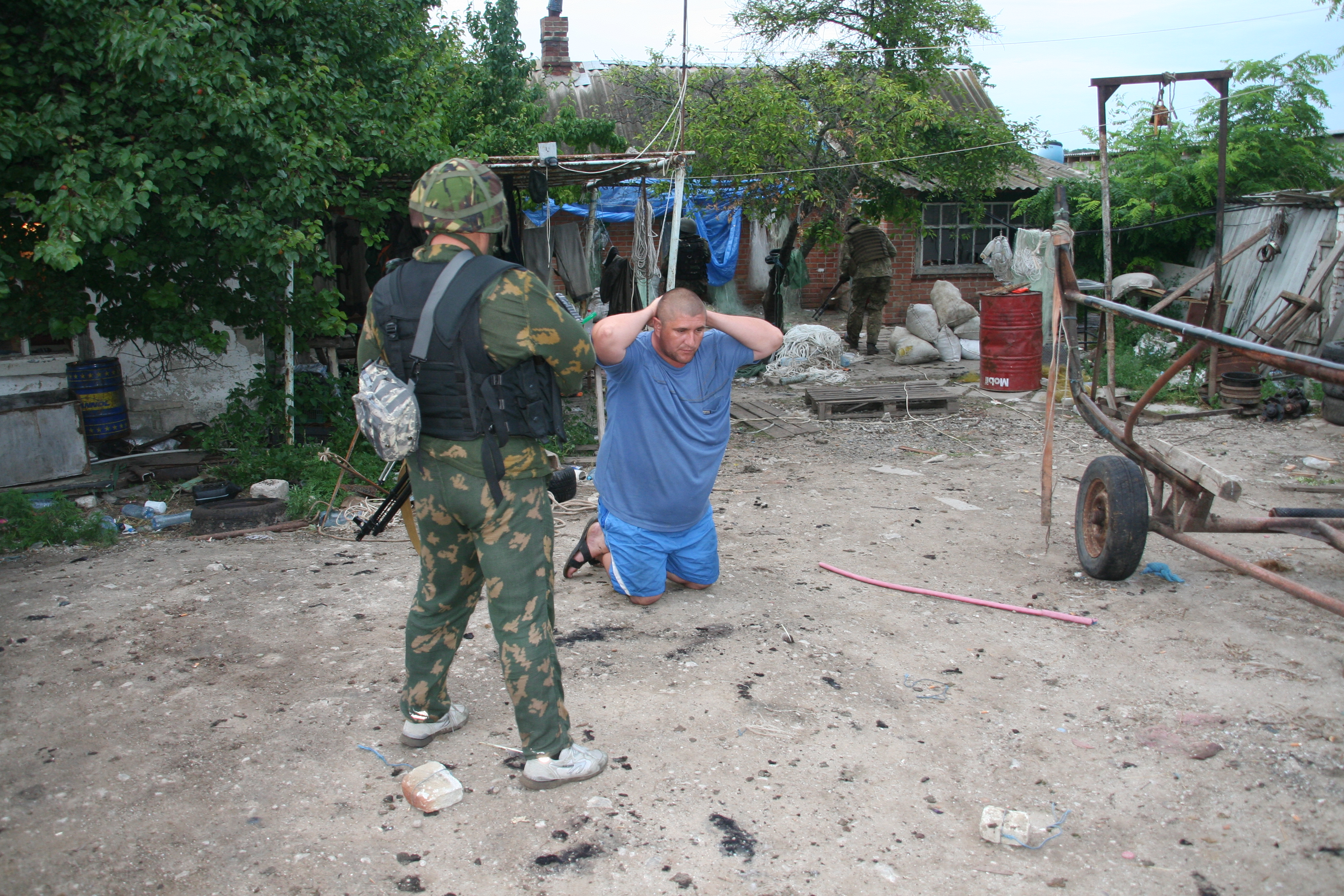
Przeszukiwanie domu w okolicach Mariupola, 2014

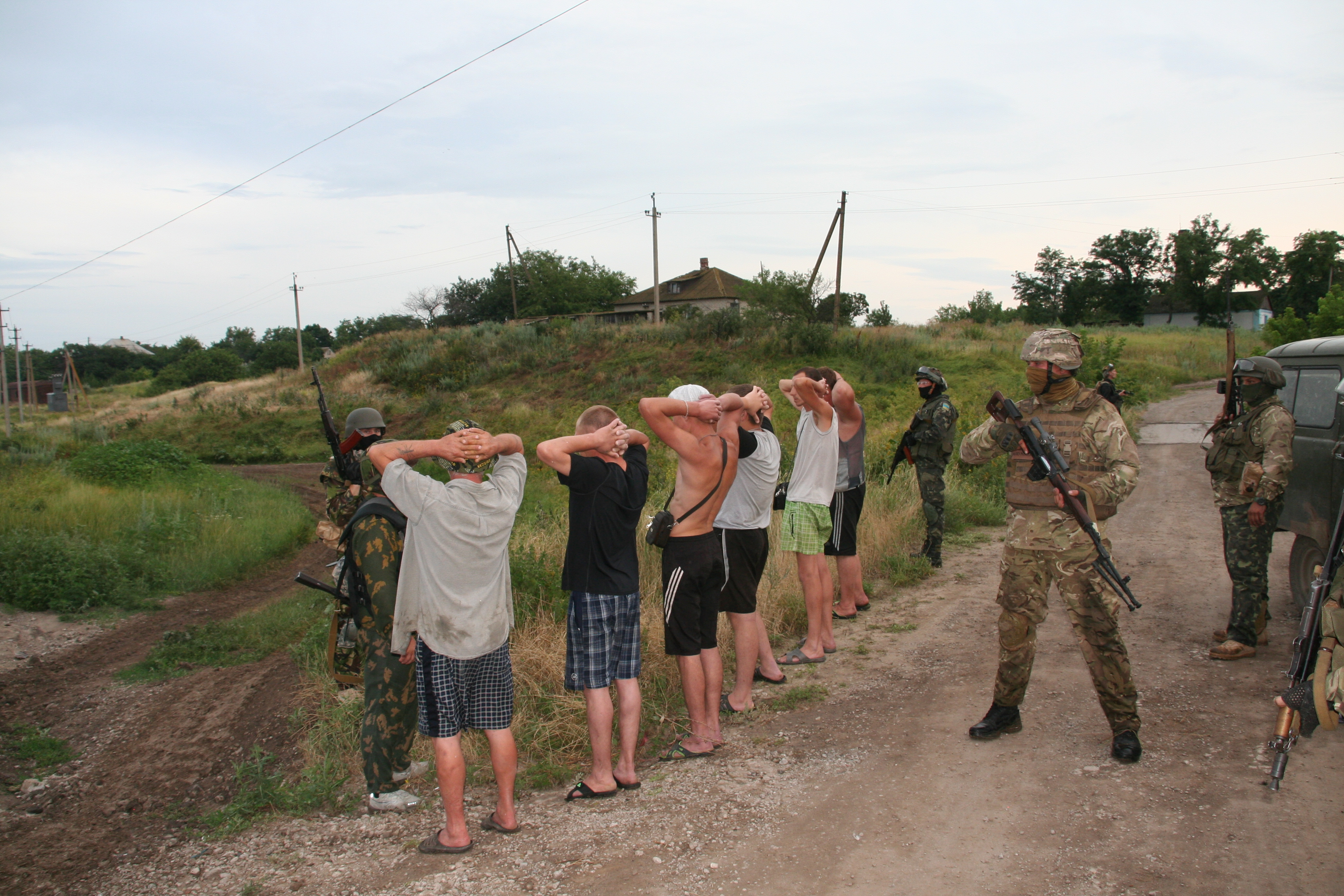
Działania jednostki w okolicach Mariupola, 2014

- Raport wysokiego komisarza ds. praw człowieka wskazuje, że w 2014 odnotowano przypadek tortur, gwałtu i innych rodzajów przemocy seksualnej dokonanego na niepełnosprawnym umysłowo mężczyźnie przez kilku członków batalionów „Azow” i „Donbas”. Po tym akcie ofiara musiała być leczona psychicznie[61].
- W tym samym raporcie wskazano na to, że w 2014 roku grupa „azowców” pobiła i torturowała kobietę, mieszkankę obwodu zaporoskiego. Ofierze grożono gwałtem. Na sugestię jednego ze sprawców, oficera SBU, została uwolniona jeszcze tego samego dnia[62].
- Na początku 2015 roku trójka żołnierzy „Azowa” zatrzymała mieszkańca Mariupola pod zarzutem wspierania separatystów. Ofiarę przez około tydzień przetrzymywano w piwnicy, gdzie poddawano ją przesłuchaniom i różnorakim torturom (m.in. rażenie prądem, podtapianie, bicie w genitalia). Po wszystkim mężczyzna przyznał się do pomocy separatystom, co spowodowało aresztowanie go przez SBU[61].
- Jak podaje raport OHCR, na przełomie 2015 i 2016 roku miały miejsce przypadki rabunków na domach należących do cywili we wsi Szyrokyny leżącej wtedy w tzw. „szarej strefie” (tereny pomiędzy ziemiami kontrolowanymi przez Ukrainę i DRL)[63].
- W dokumencie zwrócono też uwagę na to, że pułk wraz z regularną armią ukraińską w trakcie prowadzenia działań wojennych pomiędzy wrześniem 2014 a lutym 2015 brał na cel obszary zamieszkane przez ludność cywilną[63].
- Pod koniec marca 2022 roku organizacja Human Rights Watch poinformowała o incydencie w obwodzie charkowskim, w którym członkowie pułku „Kraken” powiązanego z Azowem zostali oskarżeni o torturowanie schwytanych rosyjskich żołnierzy[64].

## Nagrody i odznaki
- 2 sierpnia 2014 roku ówczesny dowódca batalionu „Azow” major milicji Andrij Biłecki, „za osobiste męstwo i heroizm, wykazane podczas obrony suwerenności państwowej i integralności terytorialnej Ukrainy”, został odznaczony orderem „Za Odwagę” III stopnia, decyzją Prezydenta Ukrainy nr 631/2014 od 2 sierpnia 2014 roku „O oznaczeniu państwowymi nagrodami Ukrainy”.
- 15 sierpnia 2014 roku „za nienaganną służbę i istotny wkład do udanego przeprowadzenia ATO na wschodzie Ukrainy” bojownicy batalionu „Azow” otrzymali nagrody państwowe i nowe tytuły:
  - 2 bojowników batalionu „Azow” otrzymało order „Za Odwagę”.
  - 7 bojowników batalionu „Azow” otrzymało medal „Za Wojskową Służbę Ukrainie” (wręcza się w czasie wojny).
  - 177 szeregowych zostało awansowanych na stopień młodszego sierżanta milicji.
  - Dowódca batalionu „Azow” Andrij Biłecki został awansowany na stopień podpułkownika milicji.

## Skrzydła cywilne i polityczne
Pułk „Azow” tworzy tzw. ruch azowski. W jego skład wchodzą też Korpus Cywilny „Azow” oraz legalna partia polityczna Korpus Narodowy.
25 lutego 2016 roku doszło do incydentu w Kijowie, w którym ok. 50 członków pułku zablokowało dostęp do siedziby „Interu”, największego kanału telewizyjnego w kraju. Powodem miały być uwagi dziennikarki Marii Stolarowej na temat Euromajdanu, które członkowie Azowa uznali za obraźliwe wobec ofiar protestów.